# Burgstall Bürgle
Der Burgstall Bürgle befindet sich im gleichnamigen Ortsteil Bürgle von Markt Wald, im Landkreis Unterallgäu in Bayern. An Stelle des heutigen Burgstalles befand sich ehemals der Sitz der Herrschaft Wald.
Bereits im 12. Jahrhundert waren hier vermutlich welfische Dienstmannen, die Herren von Soler (Solare). Erwähnt wird die Burg um 1474, als sie im Besitz der Herren von Riedheim von Angelberg war, in deren Fehde um die Herrschaft Schwabegg mit Herzog Wolfgang von Bayern diese 1477 jedoch zerstört wurde. Ein Aufbau der Burg fand in der Folge nicht mehr statt, da Konrad von Riedheim wahrscheinlich ein Schloss in Irmatshofen (dem Nordteil der Gemeinde Markt Wald) erbauen ließ.
Der Burgstall liegt am Westrand des Weilers Bürgle an der Ostseite eines Steilhanges des Zusamtals. Ein U-förmiger, zum Teil aufgefüllter Graben, schneidet ein rechteckiges Plateau von circa 32 mal 49 Metern aus dem Hang heraus. An der Nordwestecke befindet sich ein moderner Wasserspeicher, bei dessen Errichtung Mauerwerk gefunden wurde.